# Glencoe (Schotland)
Glencoe (Schots-Gaelisch: Gleanna Comhann) is een dorp in de Schotse lieutenancy Inverness langs de A82 in het raadsgebied Highland in het noordwesten van de gelijknamige vallei Glen Coe. De rivier Coe loopt ten noorden van het dorp en mondt daar uit in Loch Leven, een zoutwatermeer dat één wateroppervlak vormt met Loch Linnhe.
Glencoe is verbonden met het historische bloedbad van Glencoe, toen op 13 februari 1692 38 leden van de clan MacDonald of Glencoe door regeringstroepen van koning Willem III werden gedood. De slachting wordt in sommige verhalen ook wel toegewezen aan de rivaliserende clan Campbell, maar dit is niet waar. Slechts een aanwezige officier was lid van laatstgenoemde clan. De moordpartij is berucht omdat de MacDonalds de regeringstroepen eerst hadden verwelkomd en voor drie dagen onderdak hadden geboden. De clanleden, waaronder ook vrouwen en kinderen, werden vervolgens in de nacht erop lafhartig door hun gasten in hun slaap vermoord of op de vlucht gejaagd. Het bloedbad staat voor ultiem verraad.
Glencoe is de thuisbasis van het Glencoe Mountain Rescue Team waarvan de leden vrijwilligers zijn die wandelaars en bergbeklimmers in hun regio bijstaan. Het Glencoe Visitor Centre, gebouwd in 2002, ligt ten zuiden van de A82. De Pap of Glencoe is een heuvel die prominent in het landschap van Glencoe aanwezig is.

## In populaire cultuur
Glencoe zou de geboorteplaats zijn van de fictieve persoon James Bond. Voor onder andere de film Skyfall zijn opnamen in de omgeving gemaakt. Ook andere films hebben de omgeving van Glencoe gebruikt: Highlander, Braveheart, Trainspotting en Harry Potter.

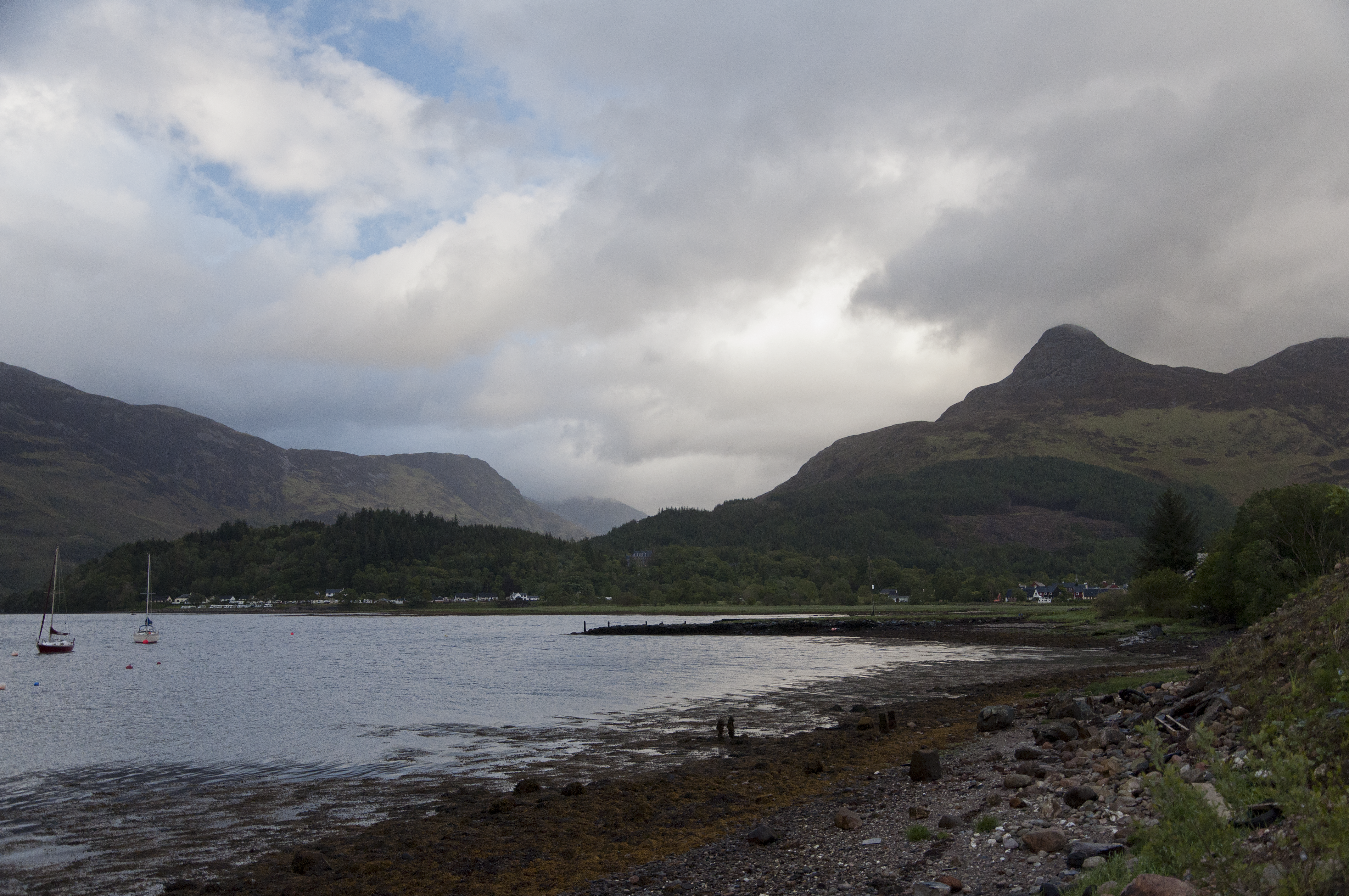
Glencoe met Loch Leven en rechts Pap of Glencoe
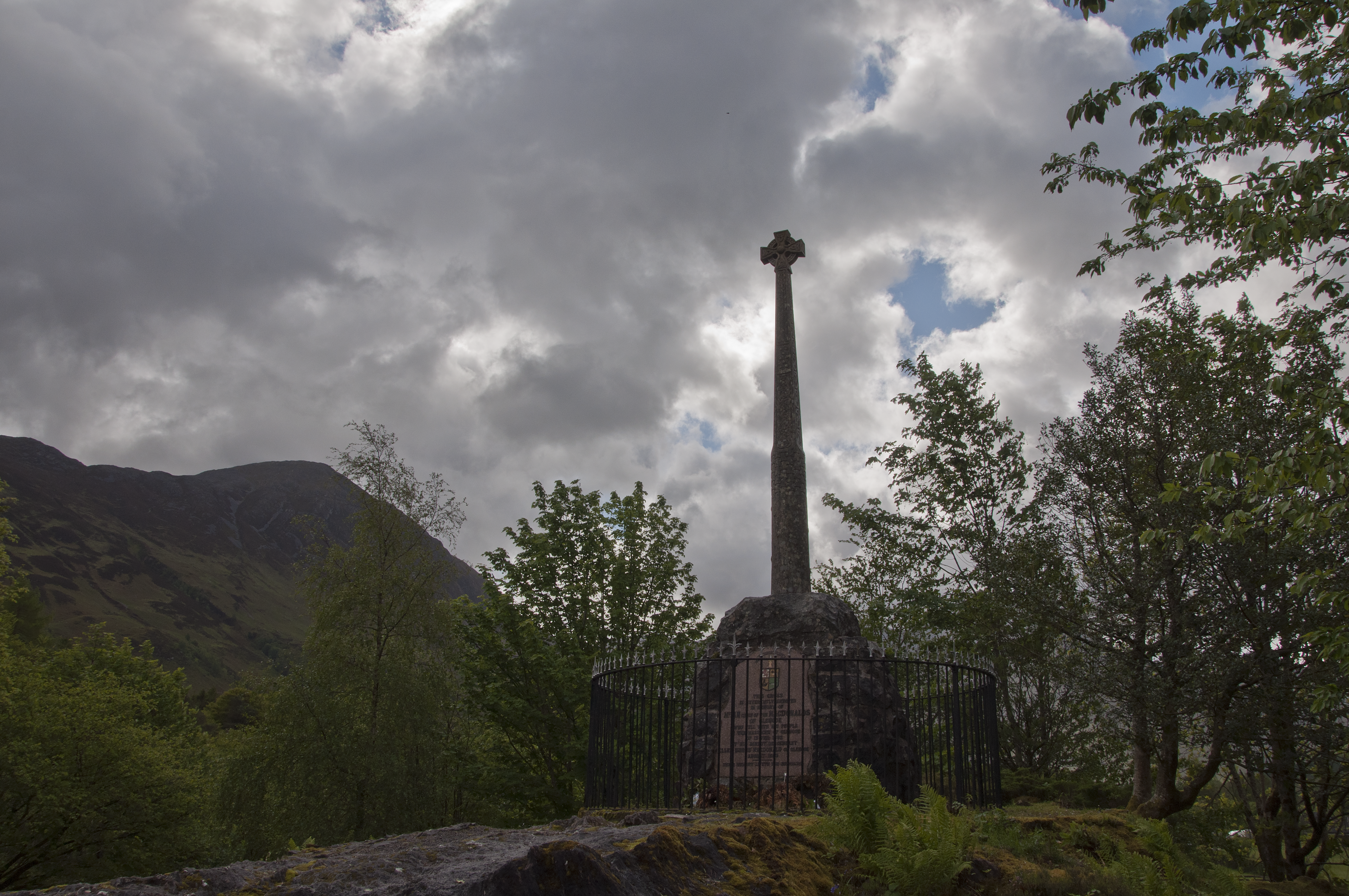
Monument ter herinnering aan het bloedbad van Glencoe